# Convento de São Bernardino de Sena
O Convento de São Bernardino de Sena, atualmente em ruínas, que evoca o franciscano São Bernardino de Sena como seu nome indica, localiza-se no morro de Santo Antônio, na cidade de Angra dos Reis, no estado do Rio de Janeiro, Brasil.

## História
Os franciscanos chegaram a Angra dos Reis no início do século XVII, e a partir de 1652 construíram um convento em terrenos doados cerca da vila, no sopé do morro onde se encontra a atual edificação. O pequeno convento, inaugurado a 12 de setembro de 1659, foi bombardeado pelas forças do corsário francês Jean-François Duclerc em 1710.
Devido à insalubridade do local, muito úmido e sujeito a cheias, os franciscanos resolveram em 1722 construir um novo convento em lugar diferente, no alto de um morro. Em 1758 começaram os trabalhos, na gestão do Padre Provincial Frei Francisco da Purificação. As obras foram rápidas e a 20 de maio de 1763 o convento foi inaugurado pelo Padre Provincial Frei Manuel da Encarnação. Os vinte e cinco frades mudaram-se então ao novo conjunto, levando todos os paramentos e imagens religiosas. As obras do claustro foram iniciadas logo depois. A coroa portuguesa ajudou financeiramente a obra, e D. José I de Portugal doou a pia batismal da sacristia e o cruzeiro localizado em frente ao convento.
Os franciscanos permaneceram no complexo conventual até 1859, quando saiu o último guardião da ordem, o que iniciou o processo de ruína do conjunto. No século XX a igreja deixou de ser usada para missas em 1927. Porém, em 1964, um movimento popular impulsado pelo historiador Alípio Mendes conseguiu que a igreja fosse restaurada.[carece de fontes?] A igreja foi restaurada na década de 1980, mas o convento ao lado continuou em ruínas. Desde 1947 o conjunto franscicano de Angra dos Reis é tombado pelo IPHAN.
Fonte externa: https://patrimonioemfoco.blogspot.com/2019/03/convento-sao-bernardino-de-sena-angra.html

## Arquitetura
A igreja conventual tem uma fachada com frontão recortado barroco e uma torre sineira. A entrada da igreja tem uma galilé de três arcos. A igreja da Ordem Terceira de São Francisco, de menor tamanho e com um frontão mais rebuscado, foi construída ao lado da igreja conventual, com a fachada recuada em relação a esta. A igreja dos terceiros foi conservada em bom estado pela irmandade.
As ruínas do convento dão uma ideia da importância da casa conventual. Na fachada podem ser vistas as janelas das antigas celas dos monges e dos corredores. Podem ainda ser vistos os restos das cozinhas, chaminés, lavatórios e um chafariz de mármore. Na frente do conjunto eleva-se o cruzeiro doado por D. José I.